# Miss World 2011

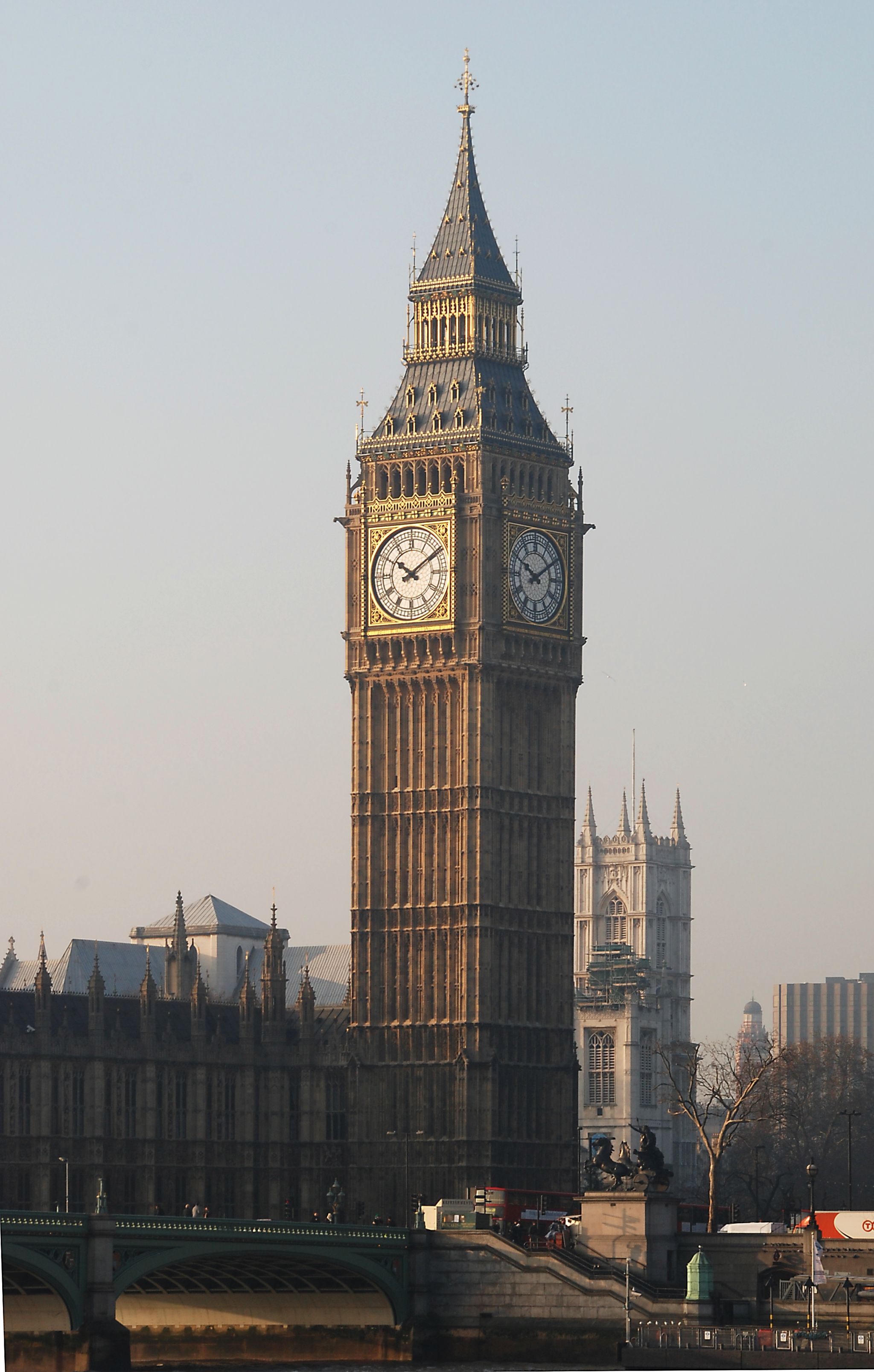
A verseny helyszíne: London

A Miss World 2011 a 61. versenye volt a Miss World nemzetközi szépségversenynek. A versenyt 2011. november 6-án rendezték meg Londonban 113 ország részvételével, a győztes a venezuelai Ivian Sarcos lett.

## A helyszín
2011 februárjában Julia Morley, a Miss World Organization elnöke és Alexandria Mills, a Miss World 2010 cím birtokosa több napot töltött Trinidad és Tobagón. Ott tartózkodásuk egyik célja az volt, hogy felmérjék, milyen esélyei lennének annak, hogy a szigeteken rendezzék meg a Miss World 2011 versenyt. Trinidad és Tobago miniszterelnöke, Kamla Persad-Bissessar azonban kijelentette, hogy az ország számára nem elsőrendű fontosságú a szépségverseny megrendezése, és utalt arra, hogy 12 évvel korábban, a szigeteken tartott Miss Universe 1999 verseny sem váltotta be a hozzáfűzött reményeket, nem növelte számottevően az ország turisztikai vonzerejét. Ugyanakkor elképzelhetőnek tartják, hogy a Miss World 2012 versenyt Tobago szigetén rendezzék meg.
2011. május 5-én tették közzé, hogy a 61. Miss World döntőt Londonban fogják megrendezni, 2011. november 6-án. A döntőn vendégként részt vettek korábbi győztesek is.
A verseny döntőjét a Earls Court Exhibition Centre-ben tartották meg.

## A verseny
A verseny folyamán 4 kamerával követik majd a versenyzők felkészülését, és élő közvetítéseket adnak erről a televízióban és az interneten is.
A verseny elődöntőjét élőben lehet majd követni az interneten. A döntőn egy eredménytáblán közzéteszik majd a versenyzők elődöntőn szerzett pontszámait. Az elődöntő zsűrije javarészt a szépségipar szakemberei közül fognak kikerülni, míg a döntő zsűrijében sztárok foglalnak majd helyet.

### Felkészülés a döntőre
Október 23-27. között minden versenyző Skóciába utazik, ahol egy körutazáson vesz részt, amin megtekintik Skócia látnivalóit, kastélyokat és a természeti szépségeket.

## Versenyzők
A döntőre több, mint 100 versenyzőt várnak. A nemzeti versenyeket 2010. szeptember és 2011. szeptember között rendezik meg.
| Ország                   | Versenyző                      | Cím                                  | Életkor | Magasság |
| ------------------------ | ------------------------------ | ------------------------------------ | ------- | -------- |
| Albánia                  | Isi Topciu                     | Miss World Albania                   | 19      | 183      |
| Anglia                   | Alize Lily Mounter             | Miss England                         | 22      | 180      |
| Angola                   | Edmilza Dos Santos             | Miss Angola                          |         |          |
| Amerikai Virgin-szigetek | Esonica Viera                  | Miss World US Virgin Islands         |         |          |
| Argentína                | Antonella Kruger               | Miss Mundo Argentina                 | 18      | 174      |
| Aruba                    | Helen Thiel                    | Miss Aruba                           |         |          |
| Ausztrália               | Amber Greasly                  | Miss Ausztrália                      | 18      |          |
| Ausztria                 | Carmen Stamboli                | Miss Austria                         | 27      | 176      |
| Bahama-szigetek          | Sasha Joyce                    | Miss Bahamas World                   | 23      | 178      |
| Belgium                  | Justine de Jonckheere          | Miss Belgium                         | 18      |          |
| Bermuda                  | Jana Lynn Outerbridge          | Miss Bermuda                         |         |          |
| Bolívia                  | Yohana Vaca                    | Miss Bolívia                         | 23      | 177      |
| Bosznia-Hercegovina      | Snežana Kuzmanović             | Miss Bosnia and Herzegovina          | 16      |          |
| Botswana                 | Karabobo Sampson               | Miss Botswana                        | 20      |          |
| Brazília                 | Juceila Bueno                  | Miss Mundo Brasil                    | 22      | 180      |
| Bulgária                 | Vania Peneva                   | Miss Bulgaria                        | 23      | 175      |
| Chile                    | Gabrielle Pulgar Luco          | Miss Mundo Chile                     | 22      | 175      |
| Ciprus                   | Orthodoxia Panagi              | Miss Cyprus                          | 19      | 170      |
| Costa Rica               | Paola Chaverri                 | Miss Costa Rica                      | 19      | 180      |
| Csehország               | Denisa Domanska                | Miss Csehország                      | 18      | 174      |
| Dánia                    | Maya Olesen                    | Miss World Denmark                   | 20      |          |
| Dél-afrikai Köztársaság  | Bokang Montjane                | Miss South Africa                    |         | 175      |
| Dél-Korea                | Do Hyeong-Min                  | Miss World Korea                     |         |          |
| Dominikai Köztársaság    | Marianly Tejada                | Miss Mundo Dominicana                |         |          |
| Ecuador                  | Maria Veronica Vargas          | Miss Ecuador                         |         |          |
| Elefántcsontpart         | Betty Kouadio                  | Miss Côte d’Ivoire                   | 18      | 176      |
| Salvador                 | Marcela Castro                 | Nuestra Belleza El Salvador Mundo    | 17      |          |
| Észak-Írország           | Fiona Guinnane                 | Miss Northern Ireland                | 22      | 170      |
| Etiópia                  | Melkam Michael Endale          | Miss World Ethiopia                  | 21      | 173      |
| Franciaország            | Clémence Marie Oleksy          | Miss France - 3. helyezett           | 19      | 176      |
| Finnország               | Sara Sieppi                    | Miss Suomi - 2. helyezett            | 19      |          |
| Fülöp-szigetek           | Gwendolyn Ruais                | Miss Fülöp-szigetek                  |         |          |
| Ghána                    | Stephanie Karikari             | Miss Ghána                           | 18      |          |
| Gibraltár                | Michelle Gillingwater Pedersen | Miss Gibraltár                       | 23      |          |
| Grúzia                   | Janet Kerdikosvili             | Miss Grúzia                          | 19      | 174      |
| Guadeloupe               | Frédérique Grainville          | Miss Guadeloupe World                | 20      | 171      |
| Guam                     | Siera Robertson                | Miss Guam World                      |         |          |
| Guyana                   | Arti Cameron                   | Miss Guyana World                    | 22      |          |
| Hollandia                | Jill Lauren de Robles          | Miss Nederland World                 | 22      | 175      |
| Honduras                 | Beatriz Ochoa                  | Señorita Honduras                    | 17      | 174      |
| Hongkong                 | Rebecca Zhu                    | Miss Hong Kong                       | 23      |          |
| Horvátország             | Katarina Prnjak                | Miss Hrvatske                        | 21      | 173      |
| India                    | Kanishtha Dhankhar             | Pantaloons Femina Miss India         | 22      | 177      |
| Indonézia                | Astrid Elena Indriana Yunadi   | Miss Indonézia                       | 21      | 170      |
| Írország                 | Holly Carpenter                | Miss Ireland                         | 19      | 177      |
| Izland                   | Sigrún Eva Ármannsdóttir       | Ungfrú Ísland                        | 18      | 180      |
| Izrael                   | Ella Ran                       | Israel's Queen of Beauty             | 21      | 182      |
| Jamaica                  | Danielle Croskill              | Miss Jamaica                         | 169     |          |
| Japán                    | Midori Tanaka                  | Miss World Japan                     | 22      |          |
| Kajmán-szigetek          | Lindsay Japal                  | Miss Kajmán-szigetek                 | 23      |          |
| Kanada                   | Riza Santos                    | Miss World Canada                    | 25      | 170      |
| Kazahsztán               | Zhanna Zumalijeva              |                                      | 23      | 179      |
| Kenya                    | Susan Onyango                  | Miss World Kenya                     |         |          |
| Kína                     | Liu Chen                       | Miss World Kína                      | 25      | 181      |
| Kolumbia                 | Monica Restrepo                | Miss Mundo Colombia                  |         |          |
| Lengyelország            | Angelika Ogryzek               | Miss Polski                          | 19      | 176      |
| Lesotho                  | Nomasondo Mphakisoane          | Face of Lesotho                      |         |          |
| Lettország               | Alise Miškovska                | Mis Latvija                          | 23      | 174      |
| Libanon                  | Yara Khoury-Mikael             | Miss Lebanon                         | 19      | 176      |
| Litvánia                 | Ieva Gervinskaite              | Miss Lietuva                         | 21      | 177      |
| Luxemburg                | Stephanie Ribeiro              | Miss Luxembourg                      | 22      | 173      |
| Észak-Macedónia          | Veszna Jakimovszka             | Miss Macedonia                       | 20      |          |
| Magyarország             | Szunai Linda                   | Miss World Hungary                   | 18      | 172      |
| Malajzia                 | Chloe Chen                     | Miss World Malaysia                  |         |          |
| Malawi                   | Faith Chibale                  | Miss Malawi                          | 21      | 172      |
| Málta                    | Claire Marie Busuttil          | Miss World Malta                     | 22      | 175      |
| Martinique               | Axelle Perrier                 | Martinique Queens                    | 19      | 175      |
| Mauritius                | Laetitia Darche                | Miss Mauritius                       | 19      | 175      |
| Mexikó                   | Gabriela Palacio               | Miss Mexikó - 2. helyezett           | 21      | 179      |
| Moldova                  | Veronica Popovici              | Miss Moldova                         | 21      | 175      |
| Montenegró               | Maja Maraš                     | Miss Montenegró                      | 20      |          |
| Namíbia                  | Luzaan van Wyk                 | Miss Namíbia                         | 24      | 175      |
| Németország              | Sabrina-Nathalie Reitz         | Miss World Germany                   | 21      | 174      |
| Nigéria                  | Sylvia Nduka                   | Most Beautiful Girl in Nigeria World |         |          |
| Norvégia                 | Anna Larsen Zahl               | Miss Norvégia                        | 23      | 170      |
| Olaszország              | Tania Bambaci                  | Miss Mondo Italia                    | 21      | 183      |
| Oroszország              | Natalia Gantimurova            | Misz Rosszija                        |         | 177      |
| Panama                   | Irene del Carmen Nuñez         | Miss Panama                          | 23      | 173      |
| Paraguay                 | Nicole Huber Vera              | Miss Paraguay                        | 20      | 175      |
| Peru                     | Odila Garcia                   | Miss Peru World                      |         |          |
| Portugália               | Bárbara Franco                 | Miss República Portuguesa            | 19      | 174      |
| Puerto Rico              | Amanda Vilanova                | Miss Mundo de Puerto Rico            | 19      | 167      |
| Réunion                  | Emilie Mallot                  | Queens Reunion                       | 22      | 179      |
| Románia                  | Alexandra Stanescu             | Miss World Romania                   | 21      | 178      |
| Saint-Barthélemy         | Johanna Sansano                | Miss Saint Barthélemy                | 174     |          |
| Skócia                   | Jennifer Reoch                 | Miss Scotland                        | 22      | 180      |
| Spanyolország            | Carla Garcia                   |                                      | 20      | 176      |
| Svédország               | Nicoline Artursson             | Miss World Sweden                    |         |          |
| Srí Lanka                | Pushpika Sandamali De Silva    | Derana Veet Miss Sri Lanka           | 21      |          |
| Suriname                 | Stefanie Grace Gentle          | Miss Suriname                        | 21      |          |
| Szerbia                  | Milica Tepavac                 | Miss Szerbia                         | 23      |          |
| Szlovákia                | Michaela Ňuricková             | Miss Slovensko                       | 20      | 178      |
| Szlovénia                | Lana Mahnič Jekoš              | Miss Slovenije                       | 21      | 178      |
| Tanzánia                 | Salha Israel                   | Vodacom Miss Tanzania                |         |          |
| Thaiföld                 | Pacharida Rodkonga             | Miss Thailand World                  | 20      | 178      |
| Törökország              | Gizem Karaca                   | Miss Turkey World                    | 18      | 170      |
| Trinidad és Tobago       | Lee Ann Forbes                 | Miss Trinidad és Tobago World        | 21      | 178      |
| Uganda                   | Sylvia Namutebi                | Miss Uganda                          | 23      |          |
| Új-Zéland                | Mianette Broekman              | Miss World New Zealand               | 22      |          |
| Ukrajna                  | Jaroszlava Kurjacsa            | Miss Ukrajna                         |         |          |
| Uruguay                  | Belen Sogliano                 | Miss Mundo Uruguay                   | 18      | 170      |
| Venezuela                | Ivian Sarcos                   | Miss Venezuela                       | 21      | 179      |
| Wales                    | Sara Jessica Manchipp          | Miss Wales                           | 21      |          |
| Zimbabwe                 | Malaika Mushandu               | Miss Zimbabwe                        | 18      | 182      |

### Galéria

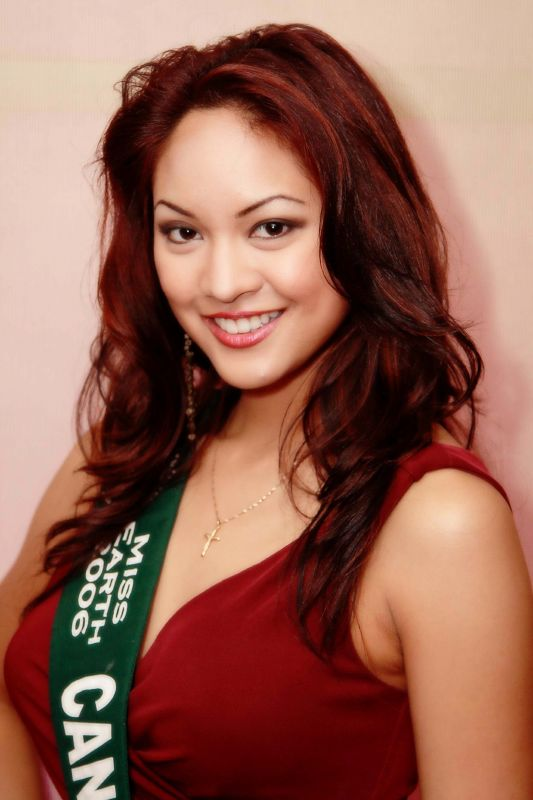
Riza Santos Kanada

### Visszalépett
- Kirgizisztán A Miss Kirgizisztán verseny győztesét, Nazira Nurzanovát kizárták a versenyből a rendezvény szervezőinek hibájából, miután a verseny szponzorai visszavonták támogatásukat, mert helyettük a zsűritagok adták át a díjakat a győzteseknek. Az új Miss Kirgizisztán versenyt július 15-én rendezik meg.[113]
- Mexikó Cynthia de La Vega[114] nevezését a verseny szervezői visszavonták, mivel de La Vega nem tett eleget szerződésben vállalt kötelezettségeinek.[115]

### Első részvétel
2011-ben az alábbi országok első ízben vesznek részt a Miss World versenyen.
- Réunion A jelöltet az újonnan szervezett Queens Reunion verseny keretében fogják megválasztani.
- Kirgizisztán Nazira Nurzanova,[116] az új győztest július 15-én hirdetik ki.[113]
- Saint-Barthélemy először vesz rész nemzetközi szépségversenyen[93]

### Visszatérő országok
Utoljára 1995-ben versenyzett
- Bermuda

### Más versenyen
Néhány versenyző már korábban részt vett (vagy részt fog venni) más nemzetközi szépségversenyeken:
- Miss Universe 2011
  -  Mauritius: Laetitia Darche
  -  Dél-afrikai Köztársaság: Bokang Montjane
  -  Belgium: Justine de Jonckheere
  -  Libanon: Yara Khoury-Mikael
- Miss Universe 2008
  -  Guam Siera Robertson
- Miss Earth 2006
  -  Kanada Riza Santos
- Miss Earth 2007
  -  Dél-afrikai Köztársaság: Bokang Montjane (Top 16)
- Miss International 2009
  -  Dél-afrikai Köztársaság: Bokang Montjane

## Külső hivatkozások
- Miss World hivatalos honlap
- GlobalBeauties.com
- Pageantopolis.com
- CriticalBeauty.com